# DCF77

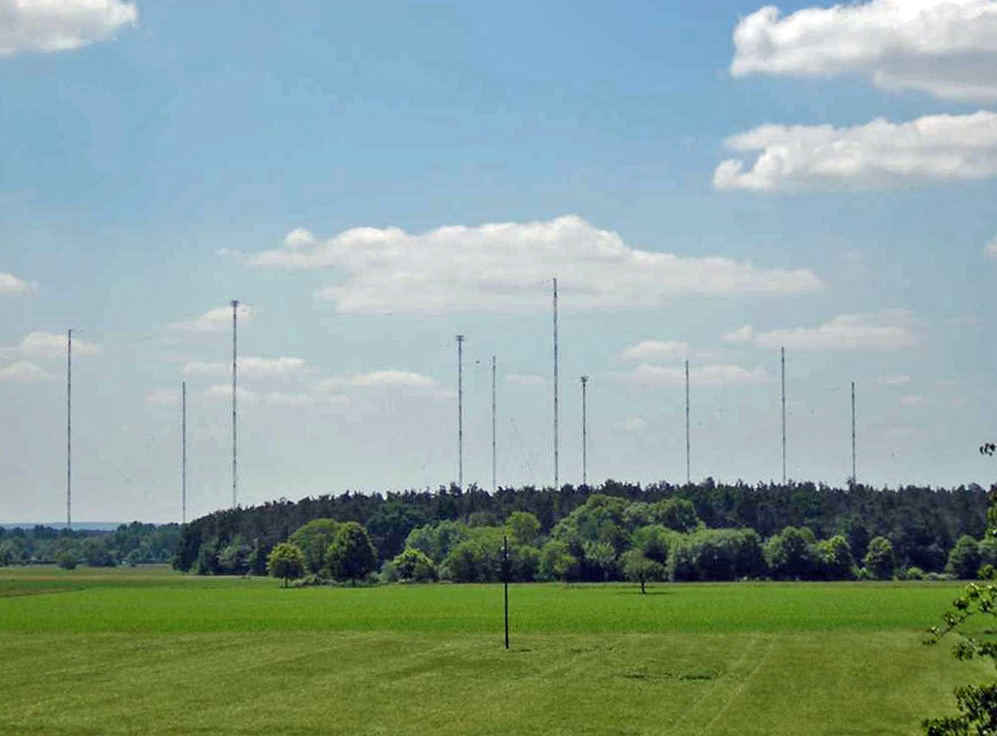
La radioestació DCF77 a Mainflingen.

DCF77 és un senyal horari d'ona llarga i una estació de ràdio de freqüència patró. Els seus emissors primari i de suport estan situats a Mainflingen, aproximadament a 25 km al sud-est de Frankfurt, Alemanya. És operat per  T-Systems Mitjana Broadcast , una subsidiària de German Telekom, per benefici del Physikalische-Technische Bundesanstalt, el laboratori nacional de física d'Alemanya.
DCF77 porta donant servei com a estació de freqüència patró des de 1959, la informació de data i hora es va afegir el 1973.
El senyal portador de 77.5 kHz es genera a partir de rellotges atòmics enllaçats amb els rellotges mestres alemanys en Braunschweig. La forta emissió de 50 kW es pot rebre en gran part del territori europeu, arribant fins a 2000 km de distància de Frankfurt. L'emissió transporta un senyal de dades d'1 bit/s codificada en amplada de pols i modulada en amplitud. El mateix senyal de dades està modulat en fase sobre l'ona portadora utilitzant una seqüència pseudoaleatòria de 511 bits de mida (modulació d'Espectre eixamplat per seqüència directa). Les dades transmeses que es repeteixen cada minut són:
- L'hora i data actuals;
- Un bit d'alarma d'un segon intercalar;
- Un bit de l'horari d'estiu;

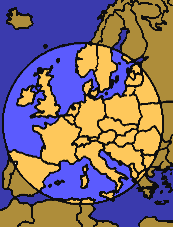
Mapa mostrant l'abast del senyal de DCF77.

- Un bit d'identificació de l'emissor (primari o de suport);
- Diversos bits de paritat.

Des de 2003, 14 bits anteriorment sense ús del codi horari s'estan utilitzant per a senyals d'emergència de Defensa civil. Aquest encara és un servei experimental, que té per objecte ser el substitut de la xarxa alemanya de Sirenes de defensa civil.
El prefix radiofònic representa: D =  Deutschland  (Alemanya), C = senyal d'ona llarga, F = Frankfurt, 77 = freqüència: 77.5 kHz. Es transmet tres vegades cada hora a Codi morse.
Els radiorellotges han estat molt populars a Europa des del final dels 80 i la majoria fa servir el senyal DCF77 per ajustar l'hora automàticament.